# La Lanterne de Paris et de Montmartre

La Lanterne de Paris et de Montmartre est une feuille de chantage publiée de 1908 à 1915.
Sans lien avec le journal d'Henri Rochefort La Lanterne, La Lanterne de Paris est dirigée officiellement par François Battesti, mais les vrais dirigeants sont les frères Ucciani, originaires d'Ajaccio.
François-Xavier Ucciani est né le 7 août 1868, Dominique est né le 17 décembre 1872. Tous deux sont instruits mais surtout sont des souteneurs notoires qui, grâce à un réseau d'indicateurs, ramassent des ragots déplaisants sur des demi-mondaines, des gérants de cabaret, des personnalités riches fréquentant le monde de la nuit, les maisons closes. En 1914, La Lanterne va pratiquer le chantage à l'espionnage.
Une première insertion allusive doit mettre en condition la cible; si elle ne paie pas, les révélations se succèdent : ainsi une « horizontale » est accusée de soigner une maladie vénérienne ou telle autre d'être du côté de Lesbos et d'entretenir une plus jeune. La réputation de violence des deux frères est telle que les victimes n'osent pas s'adresser à la police.
La Lanterne tente également de faire chanter les casinotiers, avec des succès divers. Les deux frères sont également réputés pratiquer des levées de fonds pour le compte des bonapartistes et font une campagne musclée pour l'avocat Vincent de Moro-Giafferri, candidat à la députation. Il est significatif qu'ils soient parents de personnalités sans lien apparent avec le crime organisé :
- leur oncle, Simon Ucciani, né en 1838, est conseiller général de la Corse et siège à la Cour d'appel de Paris.
- leur cousin, Pierre Ucciani, né à Ajaccio le 28 novembre 1851 et mort à Neuilly-sur-Seine le 18 février 1939, est un bijoutier-joaillier et artiste peintre qui devint également marchand d'art et expert judiciaire.

## Source
Le dossier complet est présenté par Bruno Fuligni dans Secrets d'État paru en 2018.